# Paul Steinmann (Archivar)
Paul Steinmann (* 9. Dezember 1888 in Neustrelitz; † 18. Juli 1973 in Essen) war ein deutscher Historiker und Archivar.

## Schule und Studium
Paul Steinmann wurde als Sohn des Berufssoldaten und späteren Polizeibeamten Carl Steinmann (1861–1940) und dessen Frau Alwine, geb. Schröder (1858–1923) geboren. Nachdem die Familie 1890 nach Stargard (später Burg Stargard) umgesiedelt war, besuchte er dort zunächst zwischen 1895 und 1899 die Volksschule und bis 1909 das Carolinum in Neustrelitz. In Freiburg im Breisgau, Berlin und ab 1911 Rostock studierte er danach Geschichte, historische Hilfswissenschaften, Deutsch, Latein, Vorgeschichte und Geologie. 1914 wurde er schließlich mit einer preisgekrönten Arbeit über die Geschichte der mecklenburgischen Landessteuern und Landstände in Rostock zum Dr. phil. promoviert.
Mit dem Ausbruch des Ersten Weltkriegs 1914 wurde Steinmann ins Militär eingezogen und diente bis November 1918, um sich anschließend auf das Erste und Zweite Staatsexamen vorzubereiten. Während dieser Jahre war Steinmann für kurze Zeit als Hilfsarbeiter am Mecklenburg-Strelitzschen Hauptarchiv in Neustrelitz und als Hilfslehrer am Neustrelitzer Realgymnasium tätig. Nach dem Bestehen des Zweiten Staatsexamens siedelte er ab Juli 1921 nach Schwerin über und begann seine Tätigkeit als Archivar am Geheimen und Hauptarchiv.
Noch im gleichen Jahr heiratete er Hedwig Burmeister (1889–1970), mit der er zwei Söhne bekam.

## Weimarer Republik und Nationalsozialismus
Neben seiner archivarischen Tätigkeit widmete sich Steinmann in Schwerin verstärkt verschiedenen Themen der Landesgeschichte. So veröffentlichte er ab 1922 seine Promotionsschrift in den Jahrbüchern des Vereins für mecklenburgische Geschichte und Altertumskunde. Aber auch zu Themen der Strelitzer Geschichte publizierte Steinmann in der lokalen Presse. Ab 1925 war er zudem Mitglied im „Mecklenburg-Strelitzer Verein für Geschichte und Heimatkunde“, der von Hans Witte ins Leben gerufen wurde.
Nach der Ernennung zum Staatsarchivrat 1926 traten in den 1930er-Jahren vermehrt Themen der Wirtschafts-, Agrar- und Sozialgeschichte in den Vordergrund. In seinen Publikationen spiegelten sich „zunehmend zeittypische Themen und Stimmungslagen“ und mitunter nationalsozialistisches Gedankengut wider. 1938 war Steinmann zudem der NSDAP beigetreten.
Mit dem Ausbruch des Zweiten Weltkriegs wurde Steinmann 1941 als Leutnant der Reserve erneut eingezogen. Bis zu seiner Entlassung 1944 wurde er zunächst zum Oberleutnant und dann zum Hauptmann der Reserve befördert. Nach seiner Rückkehr nahm er seine Tätigkeit im Geheimen und Hauptarchiv Schwerin wieder auf.

## Nachkriegszeit
Nach dem Ende des Zweiten Weltkriegs und im Zuge der Entnazifizierung der Landesverwaltung in Mecklenburg wurde Steinmann im September 1945 aus dem Staatsdienst entlassen. Grund dafür war seine NSDAP-Mitgliedschaft. Wenige Monate später war Steinmann jedoch wieder im Archivdienst tätig, zunächst vor allem auf befristeten Projektstellen, so zum Beispiel 1946 als Hilfsreferent und wissenschaftlicher Mitarbeiter beim Oberkirchenrat der mecklenburgischen Landeskirche, 1948 als Archiv-Assistent am Geheimen- und Hauptarchiv und bis 1951 auch in Teilzeit im Stadtarchiv Schwerin als wissenschaftlicher Mitarbeiter.
1950 erfolgte dann die Berufung zum Landeskirchenarchivar beim Oberkirchenrat der evangelischen Landeskirche. Diese Position füllte er bis zu seinem Ruhestand 1962 aus. In diesen Jahren beschäftigte er sich vor allem mit der Ordnung von Pfarr- und Superintendentenarchiven sowie Rechtsgutachten für den Oberkirchenrat.
Parallel engagierte er sich in der frühen Nachkriegszeit für den Neubeginn, wurde u. a. Mitglied des Kulturbundes zur Demokratischen Erneuerung Deutschlands sowie Mitglied des deutschen Schriftstellerverbandes. 1950 erhielt er seine Zulassung als Fachschriftsteller und widmete sich wieder intensiver der historischen Forschung. Er begann die Arbeit an seiner Schrift „Bauer und Ritter in Mecklenburg“, die 1960 erschien. An je einem Beispiel aus Mecklenburg-Schwerin und Mecklenburg-Strelitz zeichnete Steinmann hier die Geschichte zweier Dörfer und die Herausbildung des Großgrundbesitzes nach. Neben der zweiten großen Monografie über das Amt Crivitz als erster Band der neu profilierten Reihe „Quellen zur ländlichen Siedlungs-, Wirtschafts-, Rechts- und Sozialgeschichte Mecklenburgs im 15. und 16. Jahrhundert“, publizierte Steinmann auch kleinere Beiträge über kirchenhistorische Themen und gehörte seit 1960 zum festen Autorenstamm der Caroliner-Zeitung.
1962 siedelte Steinmann zu seinem Sohn nach Essen in die Bundesrepublik über, wo er 1973 verstarb.
Nachlassteile werden im Landeshauptarchiv Schwerin sowie im Landeskirchlichen Archiv Schwerin und Kirchenkreisarchiv Mecklenburg aufbewahrt.

## Publikationsauswahl
- Finanz-, Verwaltungs-, Wirtschafts-, und Regierungspolitik der mecklenburgischen Herzöge im Übergange vom Mittelalter zur Neuzeit In: Jahrbücher des Vereins für Mecklenburgische Geschichte und Altertumskunde. Band 86, 1922, S. 91–132 (Volltext und Digitalisat).
- Die Geschichte der mecklenburgischen Landessteuern und der Landstände bis zu der Neuordnung des Jahres 1555. In: Jahrbücher des Vereins für Mecklenburgische Geschichte und Altertumskunde. Band 88, 1924, S. 1–58 (Volltext und Digitalisat).
- Siedlungsgeographische und wirtschaftsgeschichtliche Probleme in der Kieler Dissertation von Franz Engel (Schwerin) über deutsche und slawische Einflüsse in der Dobbertiner Kulturlandschaft. In: Mecklenburgische Jahrbücher. Band 99, 1935, S. 219–238 (Volltext und Digitalisat).
- Geschichte der Staatsverwaltung in Mecklenburg. Als Manuskript gedruckt, Potsdam 1958.
- Bauer und Ritter in Mecklenburg. Wandlungen der gutsherrlich-bäuerlichen Verhältnisse im Westen und Osten Mecklenburgs vom 12./13. Jahrhundert bis zur Bodenreform 1945. Schwerin 1960.
- Amt Crivitz. Vogtei Crivitz (mit Land Silesen) und Vogtei Parchim (= Quellen zur ländlichen Siedlungs-, Wirtschafts-, Rechts- und Sozialgeschichte Mecklenburgs im 15. und 16. Jahrhundert; 1). Veröffentlichungen des Mecklenburgischen Landeshauptarchivs, Schwerin 1962.